# La spada di King Arthur/Blue Noah
La spada di King Arthur/Blue Noah è un singolo discografico split dei gruppi I Cavalieri del Re e Superobots, pubblicato nel 1981.

## Tracce
1. I Cavalieri del Re – La spada di King Arthur – 3:36 (Riccardo Zara)
2. Superobots – Blue Noah – 3:12 (Aldo Tamborrelli, Douglas Meakin e Franco Migliacci)

## Descrizione
La spada di King Arthur è un brano musicale interpretato dai Cavalieri del Re, sigla dell'anime omonimo. Il demo originale del brano era stato scritto per l'anime Vicky il vichingo ma la Fonit Cetra optò per quello di Alessandro Alessandroni. La RCA chiese allora a Riccardo Zara di mantenere la musica e di riadattare il testo per l'anime di King Artur che sarebbe stato trasmesso da lì a poco. In una prima versione era presente un coro iniziale e finale che esclamava Evviva il re!!, ma la RCA decise di tagliarlo in quanto si pensava che si potesse fraintenderlo come un inno alla monarchia. Venne scelto il nome Cavalieri del Re in quanto ben si adattava al cartone animato, anche se non lo si considerava come il nome definitivo del gruppo. Il successo del brano fu tale invece che si decise di mantenerlo.
Blue Noah è un brano musicale interpretato dai Superobots, sigla dell'anime giapponese omonimo, scritto da Franco Migliacci, su musica di Douglas Meakin e Aldo Tamborrelli. Il singolo arrivò al 17º posto nella classifica settimanale dei singoli e al 97° di quella annuale. 